# مظهر الويس
مظهر عبد الرحمن الويس (مواليد 1980 في العشارة، دير الزور) قائد عسكري سابق ومجاز بالعلوم الإسلامية يشغل منصب وزير العدل في حكومة أحمد الشرع منذ 29 آذار 2025.
شغل سابقًا منصب رئيس الهيئة الشرعية في شرق سوريا وعضوًا في مجلس شورى المجاهدين في المنطقة الشرقية. أصبح لاحقًا فقيهًا بارزًا في هيئة تحرير الشام، وشغل مناصب في وزارة العدل في حكومة الإنقاذ السورية.

## مسيرته
اعتُقل عام 2008 من قبل فرع فلسطين 235 لدى نظام بشار الأسد. حكم في سجن صيدنايا لمدة عدة سنوات، حتى أُفرج عام 2013. وبعد إفراجه ترأس الهيئة الشرعية في المنطقة الشرقية. كما كان الويس المتحدث باسم مجلس شورى المجاهدين، وعضوًا مؤسسًا في مجلس شورى أهل العلم في الشام. في آب 2022، كانت هناك شائعات حول استقالة أحمد الشرع من منصبه في هيئة تحرير الشام، وأن ألويس سيخلفه في منصبه. ومع ذلك، أصدرت الجماعة بيانًا تنفي فيه هذه الأنباء. ترأس المجلس الأعلى للقضاء في وزارة العدل التابعة لحكومة الإنقاذ السورية.
في 29 مارس 2025 أعلن الرئيس السوري أحمد الشرع تعيينه وزير العدل في حكومة سوريا.